# 上野毛
上野毛（かみのげ）は、東京都世田谷区の町名。現行行政地名は、上野毛一丁目から上野毛四丁目。住居表示実施済区域。玉川地域に属する。

## 地理
東京都世田谷区南西部に位置し、玉川地域に属する。北で瀬田・用賀、東で中町、南で野毛、南西で多摩川を跨いで神奈川県川崎市高津区北見方・諏訪、西で玉川と隣接する。駅周辺と環八通り沿いに商店街があり、南の多摩堤通り沿いが河川敷となっている他は主に住宅地として利用される。
東京都都市整備局が2022年に発表した地震に対する総合危険度の町丁別評価では、上野毛一丁目から四丁目までいずれも、5段階評価のうち相対的に最も安全とされる「レベル1」となった。

### 河川

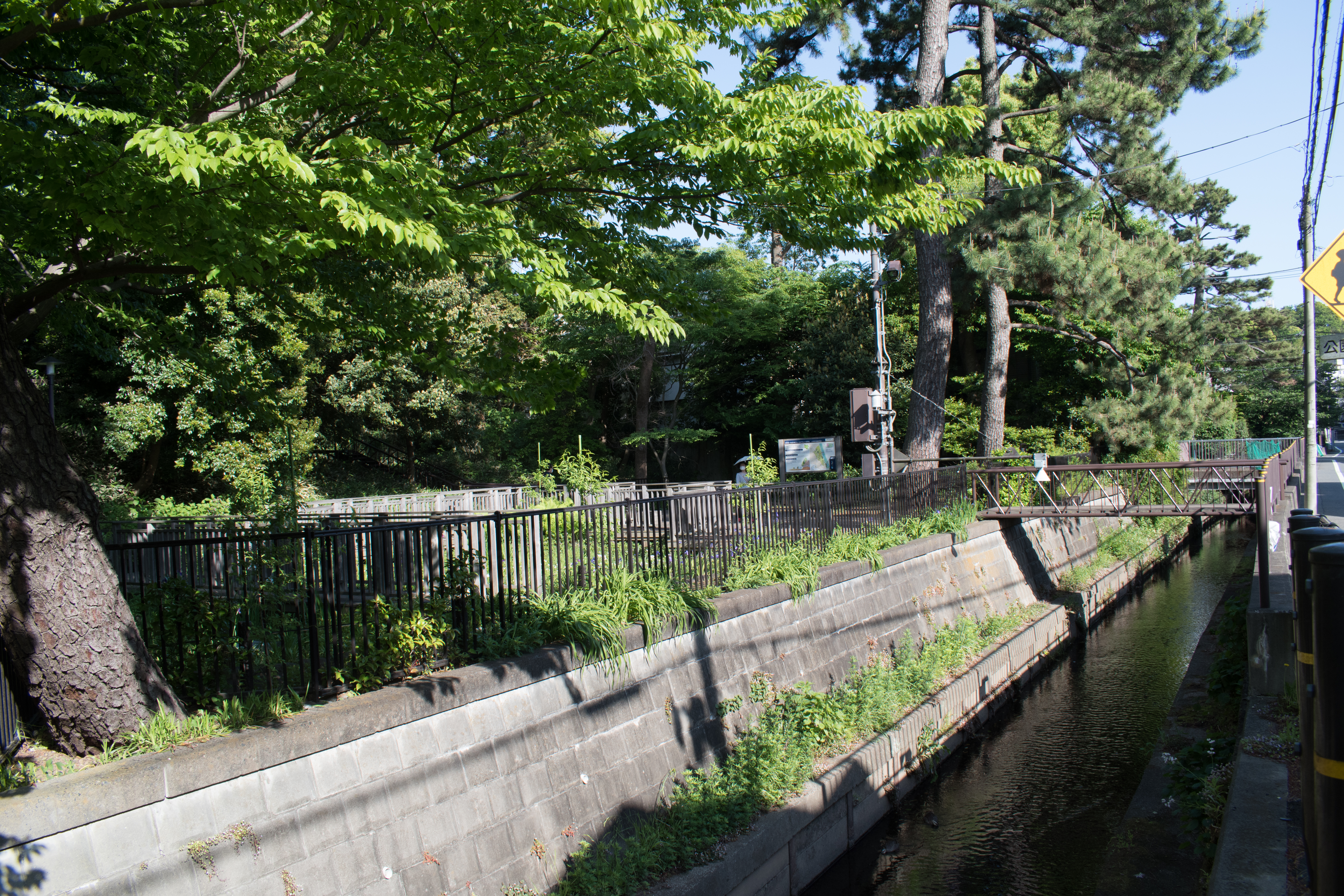
丸子川と上野毛自然公園

- 多摩川
- 丸子川

### 地価
住宅地の地価は、2025年（令和7年）1月1日の公示地価によれば、上野毛1-16-19の地点で82万円/m2、上野毛2-11-4の地点で74万2000円/m2となっている。

### 地形
比較的水はけが悪い場所があり、集中豪雨時には内水氾濫により浸水被害が出ることがある。

## 歴史
1617年の文書に「上野毛郷」の表記が見られる。明治時代に「玉川村上野毛」となり、1932年の世田谷区設置に伴い「玉川上野毛町」となった。
1969年（昭和44年）2月1日、玉川上野毛町の大部分と玉川野毛町・玉川町・玉川瀬田町・玉川中町一丁目から二丁目の各一部から「上野毛」が成立した。

### 高津区下野毛との関係
上野毛から見て多摩川の対岸にあたる神奈川県川崎市高津区には下野毛という地名がある。これは、両者が元は一つの集落であったものが、多摩川の流路の変遷によって分断された痕跡である。

## 世帯数と人口
2025年（令和7年）1月1日現在（世田谷区発表）の世帯数と人口は以下の通りである。
| 丁目         | 世帯数    | 人口     |
| ------------ | --------- | -------- |
| 上野毛一丁目 | 2,401世帯 | 4,214人  |
| 上野毛二丁目 | 1,247世帯 | 2,484人  |
| 上野毛三丁目 | 955世帯   | 1,985人  |
| 上野毛四丁目 | 2,106世帯 | 4,212人  |
| 計           | 6,709世帯 | 12,895人 |

### 人口の変遷
国勢調査による人口の推移。
| 年                 | 人口   |
| ------------------ | ------ |
| 1995年（平成7年）  | 10,492 |
| 2000年（平成12年） | 10,804 |
| 2005年（平成17年） | 11,846 |
| 2010年（平成22年） | 12,373 |
| 2015年（平成27年） | 12,864 |
| 2020年（令和2年）  | 12,879 |

### 世帯数の変遷
国勢調査による世帯数の推移。
| 年                 | 世帯数 |
| ------------------ | ------ |
| 1995年（平成7年）  | 4,588  |
| 2000年（平成12年） | 4,929  |
| 2005年（平成17年） | 5,571  |
| 2010年（平成22年） | 5,901  |
| 2015年（平成27年） | 6,255  |
| 2020年（令和2年）  | 6,424  |

## 学区
区立小・中学校に通う場合、学区は以下の通りとなる（2024年8月現在）。
| 丁目         | 番地              | 小学校               | 中学校               |
| ------------ | ----------------- | -------------------- | -------------------- |
| 上野毛一丁目 | 32〜34番          | 世田谷区立中町小学校 | 世田谷区立玉川中学校 |
| 上野毛一丁目 | 1〜31番           | 世田谷区立玉川小学校 | 世田谷区立玉川中学校 |
| 上野毛二丁目 | 全域              | 世田谷区立玉川小学校 | 世田谷区立玉川中学校 |
| 上野毛三丁目 | 1～14番 17～26番  | 世田谷区立玉川小学校 | 世田谷区立玉川中学校 |
| 上野毛三丁目 | 15〜16番          | 世田谷区立瀬田小学校 | 世田谷区立瀬田中学校 |
| 上野毛四丁目 | 22～24番 38〜39番 | 世田谷区立瀬田小学校 | 世田谷区立瀬田中学校 |
| 上野毛四丁目 | 1〜21番 25〜37番  | 世田谷区立中町小学校 | 世田谷区立玉川中学校 |

## 交通

### 鉄道
東急大井町線
- 上野毛駅

### バス
すべて東急バスによる運行。
瀬田営業所
- 園01：田園調布駅 - 千歳船橋

目黒営業所
- 黒02：二子玉川駅 - 目黒駅

### 道路
- 東京都道311号環状八号線（環八通り）
- 東京都道416号古川橋二子玉川線（駒沢通り）
- 東京都道11号大田調布線（多摩堤通り）
- 第三京浜道路 - 玉川インターチェンジの一部が町域内にあたる。

## 事業所
2021年（令和3年）現在の経済センサス調査による事業所数と従業員数は以下の通りである。
| 丁目         | 事業所数  | 従業員数 |
| ------------ | --------- | -------- |
| 上野毛一丁目 | 180事業所 | 1,008人  |
| 上野毛二丁目 | 74事業所  | 555人    |
| 上野毛三丁目 | 37事業所  | 285人    |
| 上野毛四丁目 | 67事業所  | 651人    |
| 計           | 358事業所 | 2,499人  |

### 事業者数の変遷
経済センサスによる事業所数の推移。
| 年                 | 事業者数 |
| ------------------ | -------- |
| 2016年（平成28年） | 334      |
| 2021年（令和3年）  | 358      |

### 従業員数の変遷
経済センサスによる従業員数の推移。
| 年                 | 従業員数 |
| ------------------ | -------- |
| 2016年（平成28年） | 2,436    |
| 2021年（令和3年）  | 2,499    |

## 施設

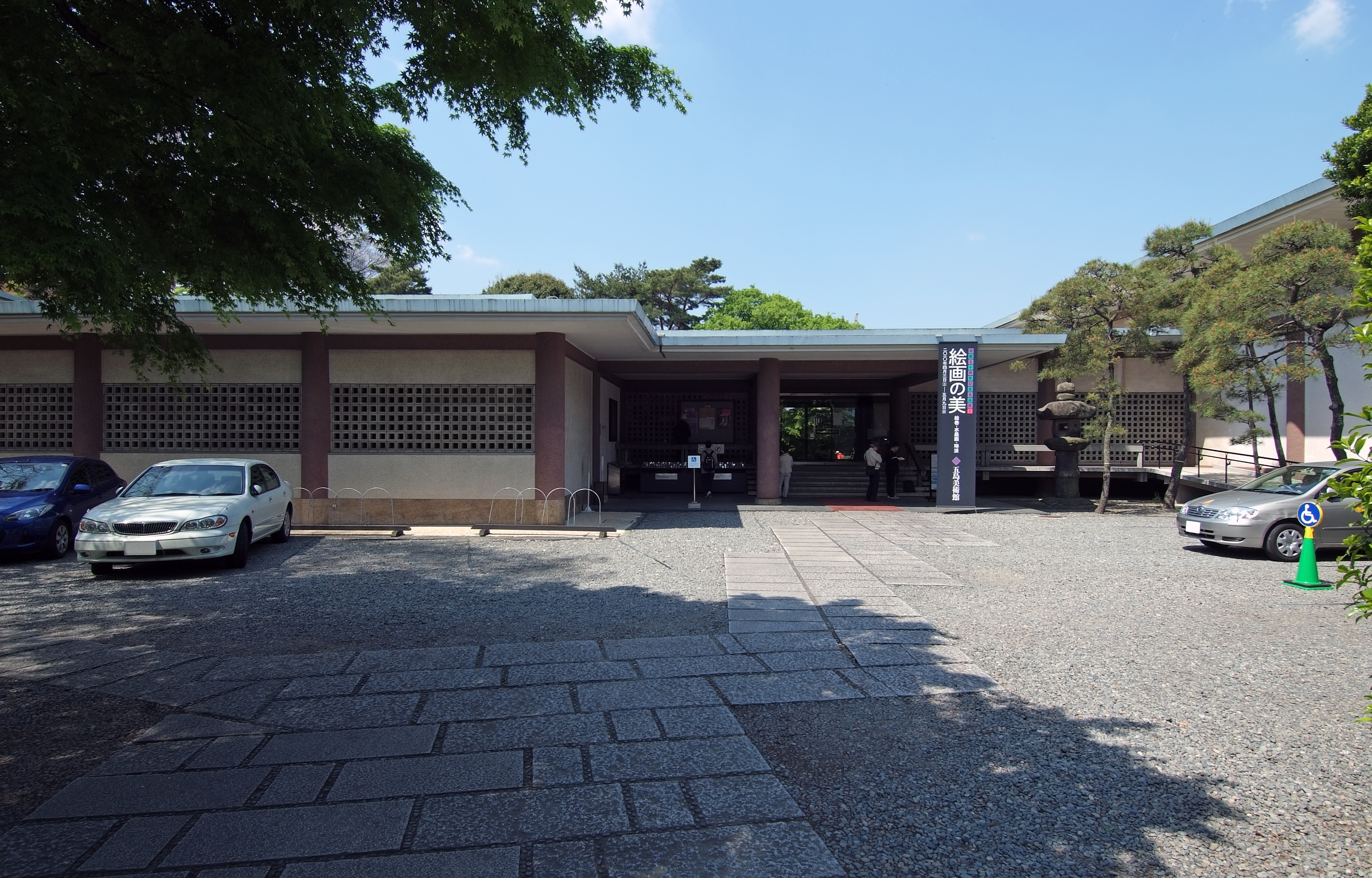
五島美術館

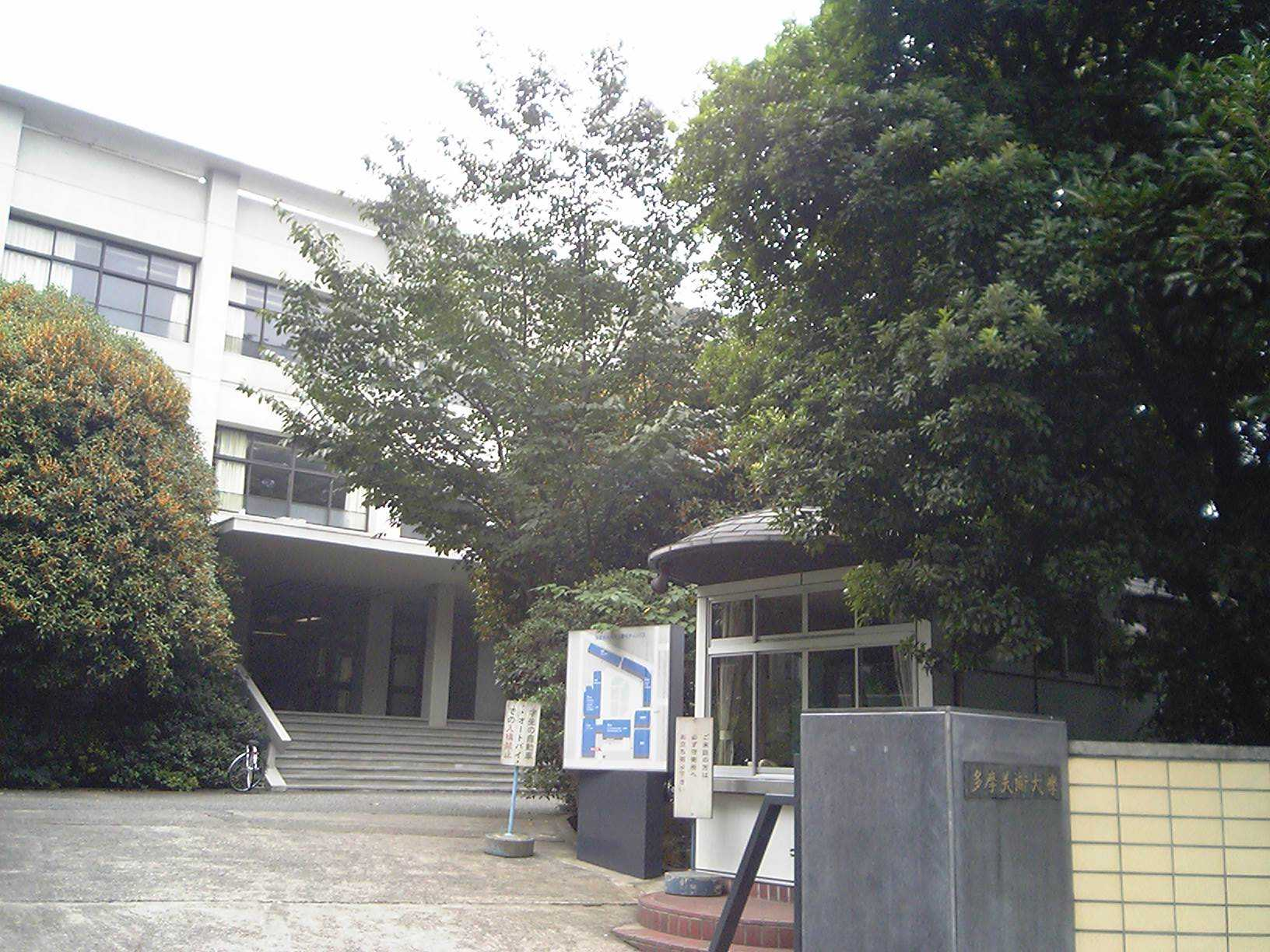
多摩美術大学

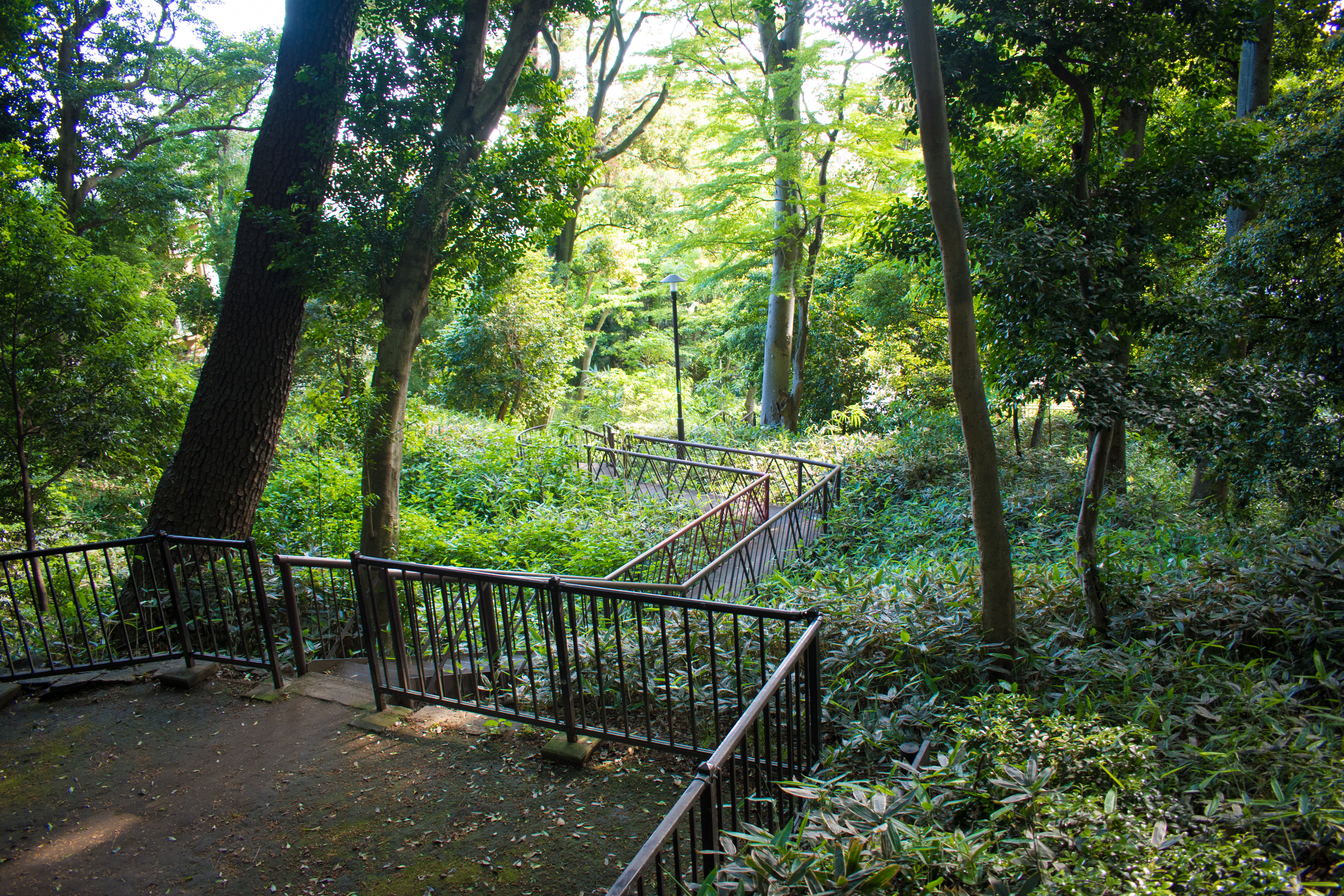
上野毛自然公園

### 公共施設
- 世田谷区役所上野毛まちづくり出張所
- 世田谷上野毛郵便局
- 五島美術館

### 公園
- 区立上野毛自然公園 - 国分寺崖線の自然環境を保全している公園。
- 区立二子玉川公園 - 敷地の東部が上野毛二丁目に、西部が玉川一丁目に属する

### 教育
- 多摩美術大学上野毛キャンパス
- 日本菓子専門学校
- 区立森の児童館

### 寺院
- 真言宗智山派[4]覚願寺 - 山号は自性山。
- 浄土真宗本願寺派[4]善宗寺 - 中央区築地から転入[4]。
- カトリック上野毛教会
  - 男子跣足カルメル修道会

### その他
- 東急バス瀬田営業所

## 史跡
- 上野毛稲荷塚古墳
- 稲荷丸北遺跡

## その他

### 日本郵便
- 郵便番号 : 158-0093[2]（集配局 : 玉川郵便局[19]）。